# Carlos Paolera
Carlos Paolera foi o primeiro sul-americano graduado no Instituto de Urbanismo da Universidade de Paris, onde estudou entre 1921 e 1928.

## Biografia
Fundou o Instituto Superior de Urbanismo da Escola de Arquitetura da Universidade de Buenos Aires, em 1946, logo após a Segunda Guerra Mundial, após iniciativas para formar as primeiras cátedras de Urbanismo nas Escolas de Arquitetura de Rosário e Buenos Aires, na Argentina, entre 1929 e 1933.

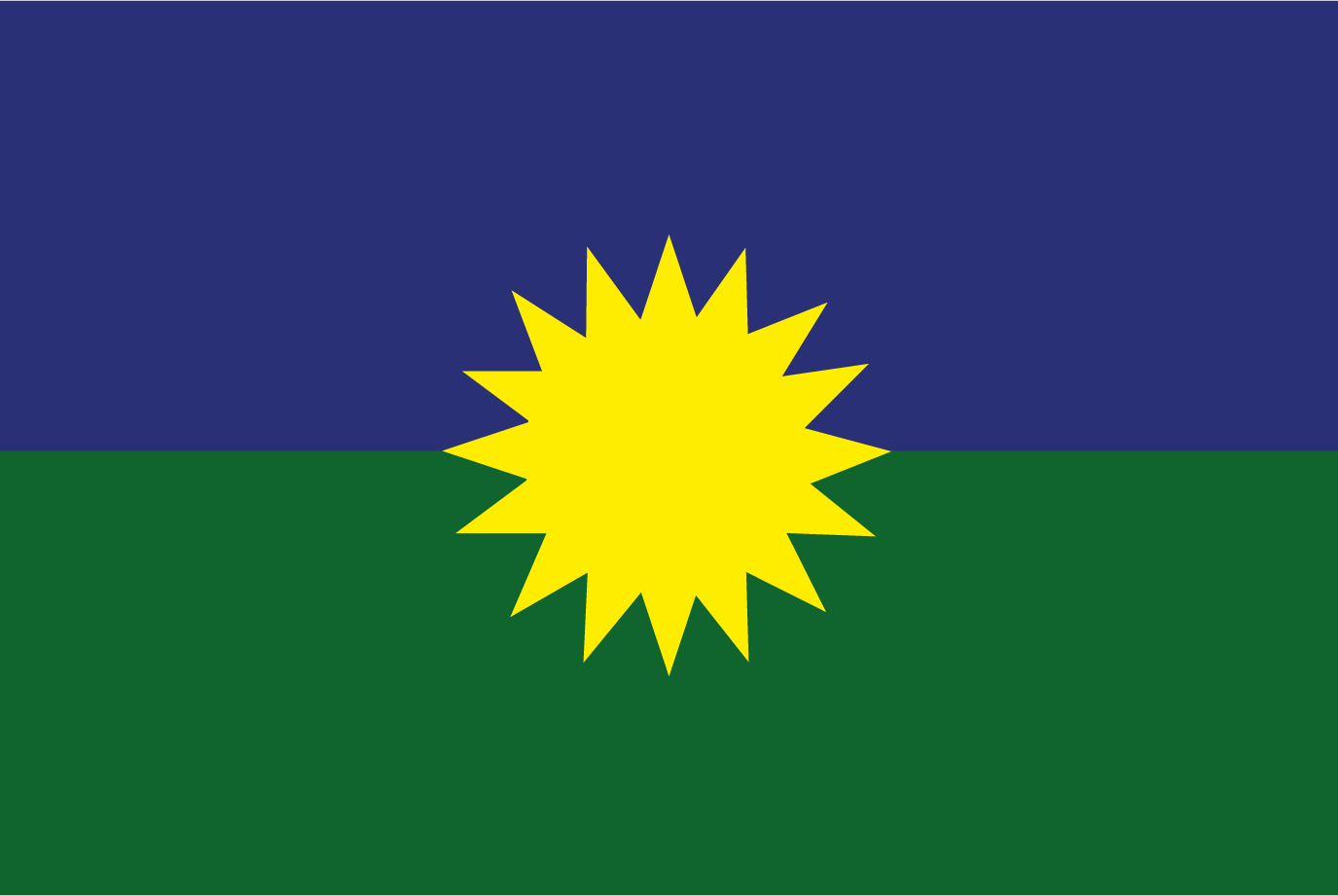
A bandeira do urbanismo, criada por Paolera.

Desde 1916 Carlos Paolera publicava trabalhos sobre urbanismo. Em 1920 analisou o Plano Regulador de Paris e participou ativamente no Congresso de Habitação, em Buenos Aires. Sua tese foi orientada por Marcel Poete.
Teve papel de destaque na criação do símbolo do urbanismo, aprovado no Congresso de Urbanismo de 1935, quando o dia 8 de novembro  foi consagrado internacionalmente como o “Dia do Urbanismo”.
Foi homenageado na Cidade do Rio de Janeiro com o seu nome consagrado a uma Praça na Tijuca, no cruzamento das Ruas São Francisco Xavier esquina com Engenheiro Heitor Beltrão, onde foi fixado o Monumento de Boas Vindas do Rotary Club RJ Tijuca em outubro de 1986.